# Four Seasons Hotel & Private Residences, One Dalton Street
El Four Seasons Hotel & Private Residences, One Dalton Street es un rascacielos de 226 m de altura y 79 000 m² de superficie situado en Boston, Massachusetts, Estados Unidos. Actualmente es el tercer edificio más alto de Boston, el edificio residencial más alto de Nueva Inglaterra y el edificio más alto construido en la ciudad desde que se completó Hancock Place en 1976. Se encuentra en el barrio de Back Bay, no muy lejos de Hancock Place y de la Prudential Tower, los dos rascacielos más altos de Boston.

## Complejo
One Dalton Street fue construido junto con un edificio de veintiséis plantas llamado 30 Dalton Street. El Pritzker Realty Group es la promotora de la torre más baja. Ambos proyectos fueron diseñados por Pei Cobb Freed & Partners en colaboración con Cambridge Seven Associates.

## Instalaciones
El edificio contiene un salón de baile, salas de reuniones disponibles para reservas, un gimnasio con spa, un comedor privado y otros servicios. También hay un parque de unos 500 m² junto al edificio. Los apartamentos tienen chimeneas interiores de gas en cada unidad, chimeneas exteriores en los balcones de algunas unidades y techos de 3.4 metros de altura.